# Дандя, Александру Адриан
Алекса́ндру Адриа́н Да́ндя (рум. Alexandru Adrian Dandea, 23 января 1988, Дрэгэшани, Румыния) — румынский футболист, защитник клуба «Бая-Маре».

## Клубная карьера
Воспитанник «Рымнику-Вылча», где выступал с перерывами с 2005 по 2012 год. В 2008 году он был отдан в аренду в клуб «Сесо Кымпия Турзий», в котором играл один год.
После этого выступал за румынские «Турну-Северин» и «Динамо» (Бухарест).
В июле 2013 года стал игроком ужгородской «Говерлы», ориентировочная трансферная стоимость составила около 1.8 млн долларов. В июле 2014 года из-за политической ситуации на Украине расторг контракт с «Говерлой» по обоюдному согласию.